# Historia del ateísmo

Símbolo ateo empleado por la asociación internacional Iniciativa Atea.

Aunque el vocablo ateísmo se origina en el siglo XVI basado en el término del griego antiguo ἄθεος [azeós] (‘sin dios’, negación de dios), su admisión como concepto en positivo no se encuentra antes del siglo XVIII, cuando las ideas ateas y sus influencias filosóficas y políticas empiezan a expandirse.
La proposición espontánea de que los dioses no existen es tan antigua como el teísmo mismo y la idea de que no hay dios es tan antigua como el monoteísmo y el henoteísmo. Tanto en Europa como en Asia, el surgimiento del ateísmo puede situarse a finales del siglo VI a. C. El pensamiento filosófico ateo aparece entre los siglos V y VI a. C.

## Filosofías asiáticas antiguas
En Asia, la vida contemplativa no centrada en la idea de los dioses comenzó en el siglo VI a. C. con el taoísmo (en China) y con el crecimiento del yainismo, el budismo y algunas corrientes ateas de la medicina áiurveda (en la India).
Aunque estos sistemas de creencias afirmaban una vía salvadora filosófica no centrada en el culto a dioses, la tradición popular en algunas de las ramas realizaba un culto a divinidades, llamadas a espíritus y otras tradiciones folclóricas. De hecho, el conjunto de escrituras más completo y antiguo, el Canon Pali acepta como reales a los seres divinos, los dioses védicos (en el Rig-veda) y otros dioses, el renacimiento, el paraíso y el infierno. Mientras que las deidades no son necesarias para el objetivo de la salvación en el budismo, lo cierto es que no se cuestionaban.

### Yainismo
Aunque los yainas consideran su tradición como algo eterno, el yainismo puede datarse en los tiempos de Parshua (que vivió en el siglo IX a. C.), y más seguramente de Majavirá (religioso del siglo IV a. C. posiblemente contemporáneo de Buda Gautama). En el yainismo se cree que el mundo es eterno y carece de principio. No existe una divinidad personal, y todas las posibles divinidades ―las almas de los perfectos arjat (divinidades humanas), por ejemplo― no son emanación ni manifestación de ninguna divinidad apofática ni de ninguna unidad (el todo o absoluto), conceptos y realidades que son igualmente negadas y rechazadas en el yainismo junto con la de un dios creador.

### Hinduismo
Dentro de las doctrinas astika (‘ortodoxas’) del hinduismo, tanto la escuela sankhia como la mimamsa no aceptan un dios creador.
Según su tradición, el texto principal de la escuela sankhia, el Sankhia-karika, fue escrito por Íshuara Krishná en el siglo IV, cuando se trataba de una escuela predominante. Los orígenes de la escuela son más antiguos y se han perdido en la leyenda. La escuela fue a la vez dualista y atea. Creían en una existencia dual de prakriti (‘naturaleza’) y Púrusha (‘varón’, espíritu) y no tiene lugar para Íshvara (‘el mejor dueño’, ‘el más grande controlador’, Dios) argumentando que la existencia de Íshvara no puede demostrarse y por lo tanto no puede admitirse que exista. La escuela era importante entre las doctrinas hinduistas en ese momento, pero comienza su decadencia en el siglo X, y sus últimos comentarios se datan en el siglo XVI.
El texto fundacional de la escuela mimamsa son los Purva-mimamsa-sutras de Yaimini (siglo III a. C. a siglo I a. C.). La escuela alcanzó su apogeo en el siglo VIII y durante un tiempo en la Edad Media tuvo una clara influencia en el pensamiento hinduista.
La escuela mimamsa responde a sus preguntas primarias sobre la naturaleza del dharma según una interpretación estrecha de los Vedas (textos del II milenio a. C.) Sus principios fundamentales eran el ritualismo (ortopraxis), el antiascetismo y antimisticismo. Los primeros mimamsakas creían en un adrishta (‘invisible’) que resulta de la práctica de karmas (‘trabajos’) y no veían la necesidad de un Íshvara (‘señor’, Dios) en su sistema. La doctrina mimamsa todavía continúa en algunas ramificaciones de las escuelas de pensamiento hinduista actual.

### Taoísmo
El pensamiento filosófico taoísta surge en la antigua China aproximadamente en el siglo IV a. C., de la mano del sabio Lao-Tsé, quien planteaba una línea de pensamiento contemplativa y retrospectiva sobre la base de la observación de los fenómenos cosmológicos que lo llevaron a desarrollar una concepción metafísica naturalista.
Si bien Lao-Tsé no era un materialista absoluto, su metafísica partía de la idea de que un orden natural cosmodinámico había originado la materia en consecuencia de los cambios cíclicos y mutacionales de la energía, la cual en sí misma es inmaterial pero puede materializarse y adoptar formas, tal como todo en la naturaleza lo hace mediante la sucesión dialéctica del Yin y Yang. Siendo la Energía (chi) el motor universal de la constante fluidez del cambio, puede entenderse a la energía como la forma en que se manifiesta el Tao, que según esta concepción taoísta, es el Tao el concepto que representa el origen y Caos primordial de toda la existencia, siendo así el elemento abstracto de la fuente primordial generadora de la naturaleza y la existencia, tanto en su significado cosmológico y físico como en sus argumentos filosóficos, ideológicos y metafísicos.
De esta forma, el taoísmo plantea un origen abstracto e inmaterial acerca de la cosmogonía al partir desde el Tao, y una constante metafísica y energética a la que llama chi, pero todos estos elementos metafísicos no son considerados sobrenaturales ya que se los entiende como la propia forma de la naturaleza en su esencia más pura, y de la cual se conformó la materia física por sus propias transformaciones naturales, y no por la intervención de alguna deidad ni de ninguna otra personificación teísta, motivo por el cual el taoísmo se muestra en contra de la lealtad al mandato del cielo que autoproclamaban los monarcas chinos para justificar su derecho divino de gobernar.
Pese a que el taoísmo original de Lao-Tsé, Chuang-Tsé, y de sus continuadores, era una forma de pensamiento filosófico antiteísta, los posteriores líderes religiosos de la antigua China volcaron elementos taoístas a la religión tradicional china, siendo ese sincretismo el que masivamente se difundió como la forma de taoísmo religioso, el cual presenta creencias animistas y teístas donde los creyentes rinden culto a distintas divinidades y espíritus, los cuales corresponden a la tradición folclórica y no a los postulados taoístas de los iniciadores de esta filosofía.

### Budismo
La filosofía moderna considera que los elementos sobrenaturales de la tradición budista son añadidos posteriores. En realidad tal opinión ya apareció al inicio del siglo XVIII en Japón entre los eruditos de la escuela Kaitokudō (懐徳堂), que defendían una versión atea del budismo y que consideraban que los elementos sobrenaturales de los antiguos textos budistas procedían del sintoísmo, hinduismo, taoísmo y confucianismo y eran exageraciones ficticias.
Nakamoto Tominaga (1715-1746) concluyó que entre la vasta colección de escritura majaiana, sólo la parte del Agama-sutra pertenecía realmente a Buda. Esta opinión es apoyada por los estudios modernos, que identifican el Dhammapada, los dos últimos capítulos del Sutra-nipata en el Tripitaka pali y la parte correspondiente al Agama-sutra en el Tripitaka en sánscrito, así como algunos pequeños fragmentos en otras escrituras como los escritos más antiguos. Este punto de vista, denominado «daijō hibussetsu» (大乗非仏説, teoría del majaiana no budista), es responsable de la controversia actual en el budismo japonés.

### Chárvaka
La escuela filosófica materialista y antirreligiosa Chárvaka o Lokayata, se origina en la India con los Barjaspatia-sutra, escritos atribuidos a un Brijaspati ateo, que posiblemente es otro personaje distinto al mítico sabio Brijaspati, ya que Dhishan, el discípulo del Brihaspati ateo, considera a los autores de los textos védicos un grupo de estafadores (cerca del siglo VI a. C., en la era precristiana), y es la escuela filosófica más explícitamente atea de la región. La escuela creció a partir del escepticismo general existente en el período Mauria.
Ya en el siglo VI a. C., los budistas citaban a Ajita-kesakambalin en las escrituras pali donde se debatía y se enseñaba que «con la desaparición del cuerpo, el sabio y el necio son aniquilados, destruidos. Ninguno de ellos existe tras la muerte».
La filosofía Chárvaka es hoy conocida principalmente por sus oponentes astika y budistas. El mismo objetivo de un charvaka, de acuerdo a sus fuentes, es tener una vida próspera, feliz y productiva en este mundo. El Tattua-upaplava-simja de Yaiarashi Bhatta (siglo VIII a. C.) se cita como texto superviviente de esta escuela que se cree desaparecida en el siglo XV.

## Grecia y Roma clásicas

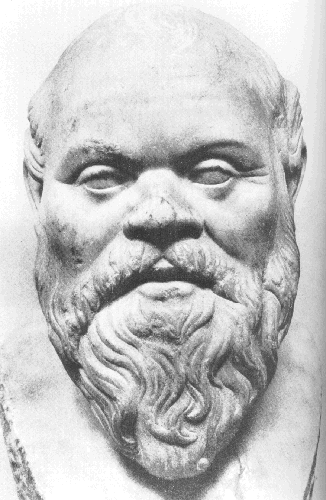
Sócrates.

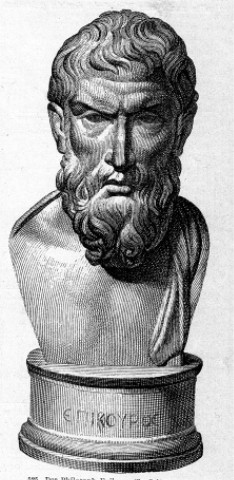
Epicuro.

En la antigüedad clásica europea la religión era una creencia fundamental (el modo de vida quedaba determinado por la divinidad). Antes del siglo VII a. C. nos encontramos el mito como forma de pensamiento en la antigua Grecia, que sustentaba por el derecho divino el estado (la polis, y más tarde el Imperio romano). Históricamente cualquier persona que no creyera en la deidad apoyada por el estado podía ser legalmente acusada de ateísmo y ser castigada con la pena de muerte.
Alrededor del siglo VII a. C. se produce una revolución sin precedentes en el desarrollo de las técnicas de navegación, lo cual propicia que se forme el comercio. Consecuentemente, se reemplaza el trueque por el dinero. Se llegó a un escepticismo en la mentalidad popular y a finales del siglo VI a. C. se produce el nacimiento del «pensamiento racional» (rival de la mitología y la religión).
Diágoras de Melos (siglo V a. C.) es conocido como el primer ateo. Hacía públicos los misterios eleusinos y desanimaba a la gente a ser iniciada, por lo que fue condenado a muerte por blasfemia. Poco después los atomistas Leucipo y Demócrito intentaron explicar el mundo de una forma totalmente materialista, sin hacer referencia a lo espiritual o lo místico. El movimiento que agita los átomos, los agrega y disgrega, destruyendo o dando origen a otros cuerpos, es un movimiento que está regido por una ley ciega y sin ninguna finalidad, esta ley está en el interior de la materia y no procede de ninguna inteligencia ni divina ni humana que lo dirija.
Entre los sofistas, Pródico de Ceos dijo que se ha creído que las cosas útiles para la vida humana se habían atribuido a los dioses, y Protágoras, según Cicerón, afirmó en el principio de su libro que «respecto a los dioses soy incapaz de afirmar si existen o no».
El mismo Cicerón (de filosofía estoica), sin negar abiertamente su existencia, señaló en su obra De natura deorum (Sobre la naturaleza de los dioses) lo dificultoso que es justificar la existencia de esas figuras sobrenaturales.
Por razones políticas, Sócrates fue acusado de ser atheos (rechazaba admitir los dioses reconocidos por el estado) en Atenas en el 399 a. C.). A pesar de los cargos, afirmaba ser inspirado por una voz divina (daimon). Su último deseo antes de morir fue que se sacrificara un gallo al dios Asclepio, lo que no está relacionado con la piedad politeísta, este gesto era el habitual para una persona que estuviera enferma, y Sócrates quería dar a entender que con la muerte se sobrepondría de la «enfermedad» de la vida. Los cristianos en Roma también fueron considerados elementos subversivos para la religión del estado y se los persiguió como ateos. De esta forma los cargos de ateísmo, con el significado de subversión religiosa, se usaron frecuentemente al igual que los de herejía e impiedad como un arma política para eliminar enemigos.
Alrededor del 300 a. C. el filósofo cirenaico Teodoro de Cirene negó la existencia de los dioses en su libro Sobre los dioses.
Evémero (330-260 a. C.) publicó su opinión sobre que los dioses sólo eran gobernantes deificados, conquistadores y fundadores del pasado, y que sus cultos y religiones eran en esencia la continuación de reinos desvanecidos y estructuras políticas pasadas. Aunque Evémero fue más tarde criticado por haber «extendido el ateísmo por toda la tierra habitada borrando el recuerdo de los dioses», su visión del mundo no era atea en el sentido estricto y teórico, porque él consideraba que los dioses primordiales eran eternos e imperecederos.
Evémero también creía que el Sol, la Luna y otros cuerpos celestiales eran dioses, y consideraba que los fenómenos naturales como el viento eran divinos, por tener «origen eterno y eterna continuación». Pero llega a la conclusión de que los titanes y todos los dioses de la siguiente generación como los dioses olímpicos son sólo construcciones culturales y religiosas de personajes humanos del pasado Algunos historiadores han argumentado que él meramente reinterpretó la religión antigua bajo la luz de la deificación de gobernantes contemporáneos como Alejandro Magno. La obra de Evémero fue traducida al latín por Ennio, posiblemente para allanar el camino en la mitografía de la planeada divinización de Escipión el Africano en Roma.
Otra figura importante en la historia del ateísmo fue Epicuro (alrededor del 300 a. C.). Próximo a las ideas de Demócrito y los atomistas, expuso una filosofía materialista en la cual el universo estaba gobernado por las leyes del azar sin la necesidad de la intervención divina. Aunque afirmó que si los dioses existían, creía que les era indiferente la existencia humana; doctrina denominada como Deísmo, dado que no se niega la existencia de divinidades, pero si su incidencia en el mundo. El objetivo de los epicúreos era alcanzar la paz mental exponiendo que el miedo a la ira divina era irracional. Una de las más elocuentes expresiones del pensamiento epicúreo es Sobre la naturaleza de las cosas de Lucrecio (siglo I a. C.). Lucrecio no era ateo porque sí creía en la existencia de los dioses pero como Epicuro pensaba que ellos como seres perfectos no estaban interesados en los asuntos humanos. Ambos también negaban la existencia de tras la vida. El militar y político Julio César (100-44 a. C.) que se inclinaba considerablemente hacia el epicureísmo tampoco creía en la existencia post mortem como expuso en su petición de pena de muerte en el juicio a Catilina.
Los epicúreos, más que ateos, podrían describirse como materialistas. Los epicúreos no fueron perseguidos, pero sus enseñanzas causaron controversia y fueron duramente atacadas por las escuelas mayoritarias como el estoicismo y el neoplatonismo. El movimiento terminó siendo una forma de pensamiento marginal y gradualmente desapareció al final del imperio romano, hasta que fue reavivada por Pierre Gassendi en el siglo XVII.

## Edad Media
En la Edad Media en Europa casi no se conocen expresiones de ateísmo.
En la saga islandesa Hrafnkell, fechada en el siglo X, cuando es quemado el templo que su protagonista Hrafnkell dedicó a la diosa Freyr, esclavizado, afirma: «Creo que es una insensatez tener fe en los dioses». Hrafnkell nunca volvió a realizar un sacrificio. En las sagas, esta posición se denomina goðlauss (‘sin dios’). Se citan varios casos parecidos, incluso de reyes.

Es destacable que en las antiguas leyendas nórdicas ocasionalmente se mencionan casos de hombres que ante un gran enfado o duda dan la espalda a su fe pagana, centrando su confianza en su propia fuerza y virtud. Así en Sôlar lioð (17) aparece la afirmación sobre Vêbogi y Râdey «â sik þau trûðu» (‘en ellos mismos confían’).
Jacob Grimm en su obra Teutonic mythology

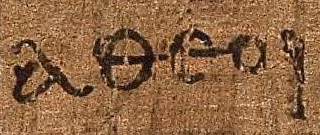
Palabra griega αθεοι [azeoi] (‘[aquellos] sin dios’) en la Carta a los efesios.

En la Europa cristiana, las cinco vías tomistas y el argumento ontológico de Anselmo de Canterbury intentaron responder intelectualmente al cuestionamiento de la existencia de Dios. Las autoridades religiosas ―especialmente en los países donde la Inquisición tenía algún poder― perseguían a los que discrepaban de sus creencias, acusándoles de herejía. El cargo de ateísmo era usado frecuentemente para atacar a los adversarios políticos o religiosos. Por ejemplo, tras la muerte del papa Bonifacio VIII, sus enemigos lo acusaron (inverosímilmente) de mantener posiciones ateas tales como «no creer en la inmoralidad, ni la incorruptibilidad del alma, ni en la vida venidera», debido a la insistencia de este papa en la supremacía política de la iglesia. El caso más sonado fue el de Federico II Hohenstaufen, considerado como el primer gobernante ateo de Occidente.
En el islam medieval los teólogos reconocen el concepto de ateísmo y frecuentemente atacan a los infieles, aunque son incapaces de nombrar a ningún ateo real; generalmente cuando acusan a alguien de ateísmo normalmente se trata de disidentes y herejes más que ateos. Una figura notable fue el intelectual del siglo IX Ibn al-Rawandi que criticó la noción de profecía religiosa incluida la de Mahoma, y mantuvo que los dogmas religiosos no eran aceptables por la razón y debían ser rechazados. Otros críticos a la religión en el mundo islámico fueron el médico y filósofo Abu Bakr al-Razi (865-925) y el poeta Al-Maʿarri (973-1057).

## Renacimiento y reforma
Durante el renacimiento y la reforma protestante las críticas a las instituciones y creencias religiosas se hacen más frecuentes, pero no representaron realmente ateísmo.
El término athéisme se acuñó en Francia en el siglo XVI, como una forma de acusación para aquellos que rechazaban a Dios o la divinidad en las controversias intelectuales. Aunque el concepto de ateísmo resurgió posteriormente como una reacción a la confusión intelectual y religiosa producida por la reforma y más tarde la ilustración. Durante los siglos XVI y XVII la palabra ateo se usó exclusivamente como un insulto y nadie quería ser considerado como tal.
La acusación de ateísmo era tan peligrosa como ilustran los ejemplos siguientes: Étienne Dolet fue estrangulado y quemado en 1546, y Giulio Cesare Vanini que sufrió un destino similar en 1619. En 1689 el noble polaco Kazimierz Łyszczyński, que escribió un tratado filosófico, De non existentia Dei, en la que cuestionaba la existencia divina, fue condenado a muerte en Varsovia por ateísmo, se le decapitó tras arrancarle la lengua con un hierro al rojo y quemarle las manos lentamente. De forma similar en 1766 el noble Jean-François de la Barre fue torturado y decapitado y su cuerpo quemado, por la acusación de destruir un crucifijo. Este caso se hizo célebre porque Voltaire intentó sin éxito que la sentencia fuera revocada.
Entre los acusados de ateísmo estuvo el filósofo materialista inglés Thomas Hobbes (1588-1679), pero él negó los cargos. Su teísmo era inusual, en cuanto que consideraba que Dios era material. Anteriormente el dramaturgo y poeta Christopher Marlowe (1563-1593) fue acusado de ateo cuando se encontró en su casa un folleto que negaba la divinidad de Cristo. Antes de que pudiera defenderse del cargo fue asesinado aunque por motivos ajenos a la religión. En 1675, el filósofo Spinoza tuvo por precaución que renunciar a publicar su obra La ethica que era considerada como blasfema y atea por los teólogos. Por el mismo motivo la mayoría de sus obras fueron prohibidas y sólo pudieron ser publicadas tras su muerte.

## El Siglo de las Luces

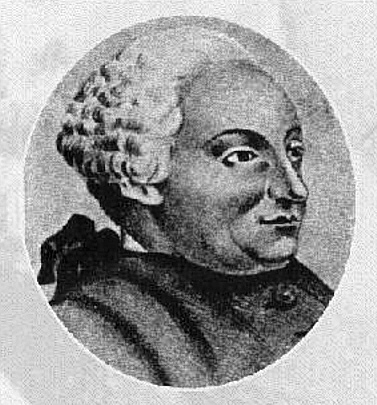
Paul Heinrich Dietrich, barón de Holbach.

Denis Diderot (1713-1784), uno de los más prominentes filósofos de la Ilustración y editor de la Enciclopedia, también fue acusado de ateo por desafiar los dogmas religiosos, en particular el católico. Escribió: «La razón es la virtud del filósofo como la gracia lo es del cristiano. La gracia determina las acciones del cristiano, la razón la del filósofo». Diderot fue encarcelado durante un periodo breve y sus escritos prohibidos y quemados. Pero el concepto de que la razón era el medio de juzgar la verdad y estudiar el mundo se expandió irremisiblemente por el pensamiento intelectual de toda Europa.
En los años 1770, el ateísmo había dejado de ser una acusación peligrosa que requería ser rechazada, y fue convirtiéndose en una posición abiertamente confesada por algunos. El primero en negar la existencia de Dios y proclamar su ateísmo desde la época clásica fue el barón D’Holbach (1723-1789) en su obra de 1770, Système de la Nature (Sistema de la naturaleza). D’Holbach fue una figura en los círculos sociales parisinos que organizaba una famosa tertulia donde acudían muchos intelectuales notables de la época, entre los que estaban Denis Diderot, Jean Jacques Rousseau, David Hume, Adam Smith, y Benjamin Franklin. Aun así su libro fue publicado bajo el seudónimo de Jean-Baptiste de Mirabaud, y fue incluido en el Index librorum prohibitorum (índice de libros prohibidos).
El panfleto titulado Respuesta a las cartas del Dr. Priestley para un no creyente filosófico (1782) es considerado la primera declaración publicada de ateísmo en Gran Bretaña, probablemente la primera en idioma inglés (sin contar las obras encubiertas y crípticamente ateas). El desconocido William Hammon (posiblemente un seudónimo) firma el prólogo y aparece como editor. El texto principal, anónimo, se atribuye a Matthew Turner (¿f. 1788?), un médico de Liverpool que pudo haber conocido a Priestley. El historiador David Berman apuesta firmemente por la autoría de Turner, aunque sugiere que pudo haber dos autores.

## Edad Contemporánea

### SigloXIX
La Revolución francesa (1789) catapultó al pensamiento ateo hacia la política, al abrir el camino para los movimientos intelectuales del siglo XIX como el racionalismo, el librepensamiento y liberalismo, así como también al anticlericalismo radical y el laicismo.
El poeta Percy Bysshe Shelley (1792-1822) fue expulsado de la universidad de Oxford en 1811 por presentar ante el decano un panfleto anónimo titulado La necesidad del ateísmo. Este panfleto es considerado por los historiadores el primer ideario ateo publicado en lengua inglesa. La primera publicación de ideas ateas en Alemania fue La esencia de la cristiandad de Ludwig Feuerbach (1804-1872), que influiría en otros destacados pensadores ateos alemanes del siglo XIX como Arthur Schopenhauer (1788-1860), Karl Marx (1818-1883) y Friedrich Nietzsche (1844-1900).
El librepensador Charles Bradlaugh (1833-1891) fue repetidamente elegido al parlamento británico, pero no se le dejó ocupar su asiento al negarse a realizar y pedir que se eliminara el juramento religioso, aunque posteriormente se ofreciera a realizarlo «objetando ser un formalismo legal», quedando su puesto vacante. Tras ser reelegido por cuarta vez, el nuevo portavoz le permitió ocuparlo tomándole juramento sin permitirle objeciones, convirtiéndose así en el primer ateo declarado en ocupar un puesto en el parlamento británico, y participó en la reforma de la ley de juramentos.

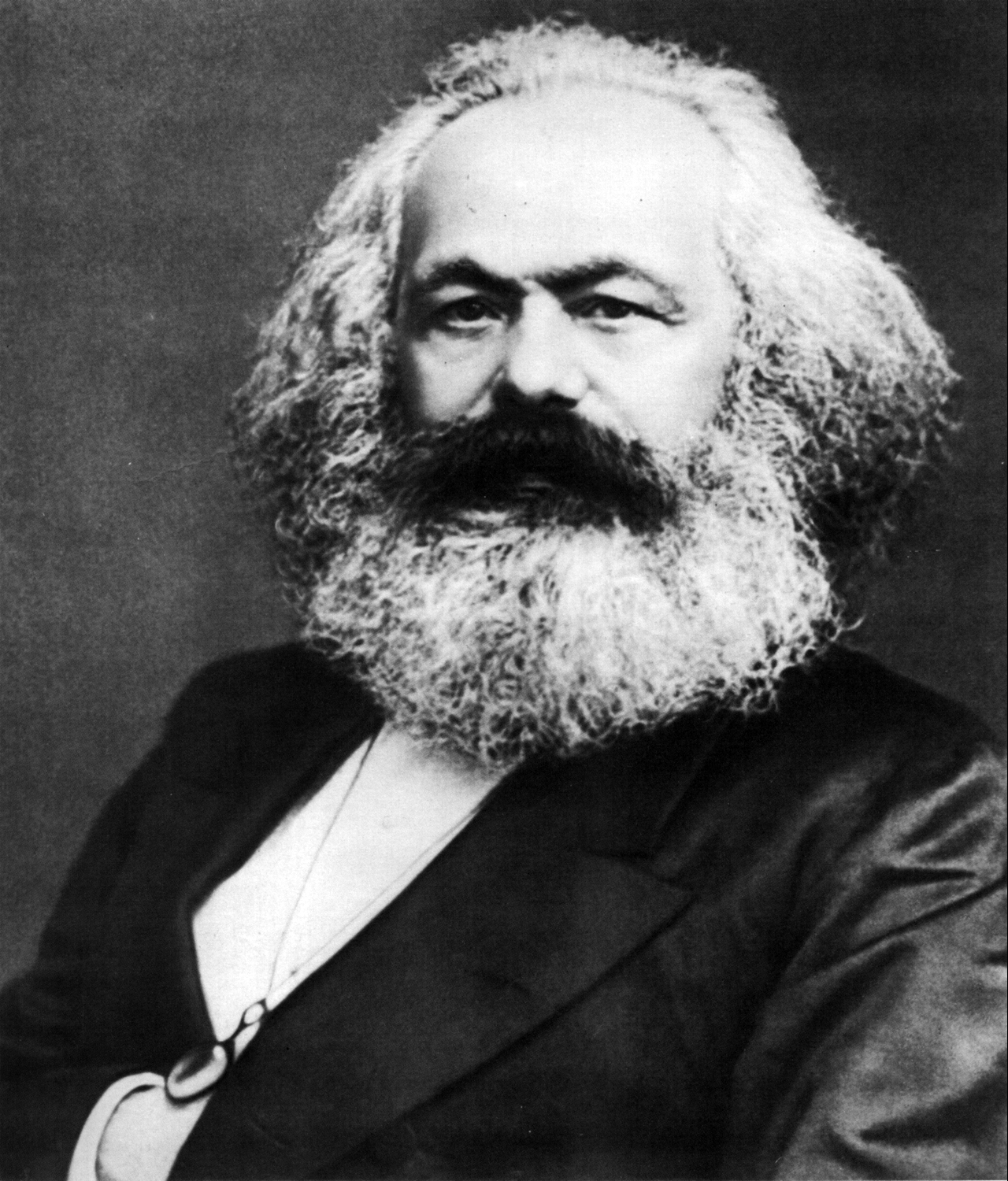
Karl Marx.

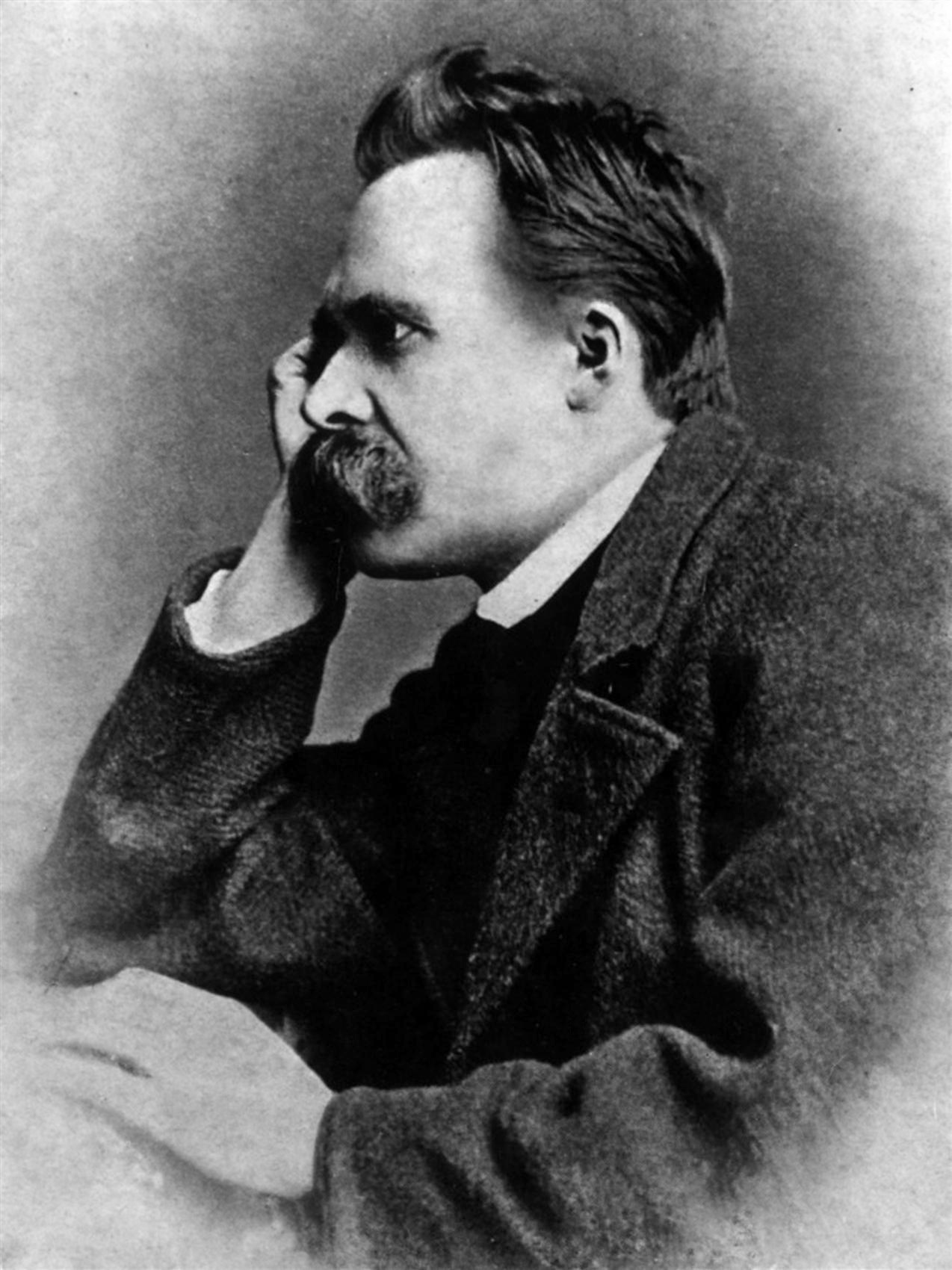
Friedrich Nietzsche.

Desde 1818, Arthur Schopenhauer (1788-1860) ya había sentado las bases de su pensamiento filosófico, el pesimismo ateo, en su obra cumbre, El mundo como voluntad y representación.
En 1844, Karl Marx escribió en su obra Contribución a la crítica de la filosofía del derecho de Hegel una de las citas ateas más célebres:

El sufrimiento religioso es al mismo tiempo la expresión del sufrimiento real y una protesta contra el sufrimiento real. La religión es el alivio de la criatura oprimida, el sentimiento de un mundo sin corazón y el espíritu de un estado de cosas desalmado. Es el opio del pueblo.

Marx creía que la gente recurría a la religión para aliviar el dolor causado por la realidad de la situación social. Según Marx, la religión es un intento de trascender del estado material de los asuntos sociales reales (el dolor de la opresión de clase) creando un mundo imaginario para evadirse de ellos, que convierte a los creyentes en individuos dóciles al control social y la explotación en este mundo, mientras ellos esperan alivio y justicia en una vida después de la muerte. En el mismo ensayo Marx afirma: «[El hombre] crea la religión, la religión no crea al hombre».
El filósofo Friedrich Nietzsche acuñó otro célebre lema «Dios ha muerto» (en alemán: «Gott ist tot»); frase no pronunciada directamente por Nietzsche sino que la puso en boca de uno de los personajes de su obra. Nietzsche argumenta que el cristianismo como sistema de creencias ha sido la institución moral del mundo occidental, y que su rechazo y colapso como resultado del pensamiento moderno (la muerte de Dios) podría causar el surgimiento del nihilismo o de la desaparición de los valores. Aunque Nietzsche era un ateo incondicional, estaba preocupado por los efectos negativos del nihilismo sobre la humanidad, por lo que llamó a reexaminar los viejos valores y a crear unos nuevos, esperando que al hacerlo el hombre alcanzaría un estatus superior, al que calificó de Übermensch (superhombre o suprahombre).

### SigloXX
El ateísmo encontró en el siglo XX reconocimiento en una gran variedad de corrientes filosóficas tales como el existencialismo, el objetivismo, el humanismo secular, el nihilismo, el empirismo lógico, el marxismo y el feminismo,
el movimiento racionalista y el método científico. El neopositivismo y la filosofía analítica desecharon el racionalismo clásico y la metafísica en favor del estricto empirismo y el nominalismo epistemológico. Partidarios tales como Bertrand Russell rechazaron enfáticamente la creencia en Dios. En sus obras iniciales Ludwig Wittgenstein intentó separar el lenguaje metafísico y sobrenatural del discurso racional.
Alfred Jules Ayer demostró la inverificabilidad y el sin sentido de las afirmaciones religiosas, reafirmando su adhesión a las ciencias empíricas. El estructuralismo de Lévi-Strauss asoció el lenguaje religioso con el subconsciente humano, negando su significado trascendente. J. N. Findlay y J. J. C. Smart argumentaron que la existencia de Dios no es una necesidad lógica. Naturalistas y materialistas tales como John Dewey consideraron el mundo natural como la base de todas las cosas, negando la existencia de Dios o inmoralidad.
El siglo XX también vio la imposición política del ateísmo al triunfar los movimientos que se basaban en las tesis de Marx y Engels en muchos países, principalmente en el este de Europa, Asia y África. El ateísmo de estado y la represión de las religiones organizadas fueron políticas oficiales en casi todos los países comunistas, tanto en la órbita de la Unión Soviética como en la República Popular de China. En la teoría y la práctica estos estados se secularizaron totalmente. La justificación para la marginación y el desplazamiento de las religiones de la política y la sociedad fue que se consideraban una superestructura irracional y parásita de la sociedad capitalista, innecesaria y perjudicial en la nueva sociedad socialista. Se incautaron las iglesias y demás bienes de las organizaciones religiosas dejando sus organizaciones en la mínima expresión y a menudo en la clandestinidad. Las prácticas religiosas cuando eran toleradas fueron sujetas a un estricto control del gobierno. Los oficios religiosos eran investigados por el estado, y la asistencia a ellos podía hacer peligrar la carrera profesional y sobre todo política de los fieles. A menudo la oposición estatal a las religiones tomó formas más violentas, encarcelándose y torturando a clérigos y fieles, como registra Aleksandr Solzhenitsyn en Archipiélago Gulag. En consecuencia las organizaciones religiosas, como la Iglesia católica, estuvieron entre los más acérrimos oponentes a los regímenes comunistas. En la mayoría de los casos las estrictas medidas iniciales de control religioso se fueron relajando en los estados comunistas. Aunque en otros casos como en la Albania de Enver Hoxha permanecieron igual, convirtiéndose en 1967, en el primer (y único) estado ateo oficialmente declarado. Hoxha fue más allá que los demás países e intentó prohibir la práctica religiosa por completo, fue sistemáticamente reprimida y perseguida. No se restauró el derecho a la práctica religiosa hasta 1991.
En la India, Periyar, un prominente líder ateo, criticó el hinduismo y a los brahmanes por discriminar y dividir a la gente en función de las casta y la religión. En un discurso en 1956 colgó en una estatua del dios Rama una guirnalda de zapatillas (lo que en India se considera una afrenta gravísima) mientras hacía afirmaciones como: «El que crea un dios es un loco, el que extiende su nombre es un sinvergüenza y el que lo adora es un bárbaro».
Durante la guerra fría era frecuente en los Estados Unidos calificar a los oponentes como «godless communists» (comunistas sin Dios) para denotar el punto de vista de que los ateos eran antipatrióticos y no eran de fiar. En este contexto las palabras «under God» (‘bajo Dios’) se insertaron en el Juramento de Lealtad en 1954, y el lema nacional se cambió de E Pluribus Unum a In God We Trust en 1956.

El círculo y la escuadra, otro símbolo ateísta de uso popular.

### SigloXXI
En el comienzo del siglo XXI continúa el asentamiento del laicismo y el ateísmo en las sociedades occidentales. Han aparecido movimientos como el movimiento Brights, así como una multitud de obras antiteistas y laicistas. Entre los autores de libros de este tipo están: Michel Onfray, Sam Harris, David Mills, Daniel Dennett, Ibn Warraq, Ayaan Hirsi Ali, Richard Dawkins, Christopher Hitchens, Victor J. Stenger y Anthony C. Grayling. Actualmente entre los jóvenes de Estados Unidos el ateísmo ha alcanzado los niveles más altos registrados en toda la historia.
Sin embargo en muchos países todavía negar la existencia de Dios se castiga como un delito de blasfemia, aunque tales leyes están en contra de la libertad de creencias proclamada en la Declaración Universal de los Derechos Humanos.